# マダガスカルチュウヒ
マダガスカルチュウヒ（学名:Circus maillardi）は、タカ目タカ科に分類される鳥。

## 分布
- マダガスカル島

## 亜種
- Circus maillardi maillardi 基亜種マダガスカルチュウヒ
- Circus maillardi macrosceles

## 保全状態評価
ENDANGERED (IUCN Red List Ver. 3.1 (2001))